# Ignacio Ithurralde
Pour les articles homonymes, voir Ithurralde.
Ignacio Ithurralde Sáez, né à Montevideo le 30 mai 1983, est un footballeur uruguayen.
Défenseur central, il compte deux sélections en équipe d'Uruguay, en 2006 et 2007.

## Carrière de joueur
Ignacio Ithurralde entre au centre de formation du Defensor Sporting à 12 ans. Il y débute en première division argentine le 3 février 2002. En 2006 et 2007, il est appelé à deux reprises en sélection uruguayenne.
En 2007, il quitte son club formateur et commence une carrière à travers l'Amérique du Sud. il rejoint les rayados de Monterrey, au Mexique, pour le tournoi d'ouverture 2007. L'année suivante, il joue en Argentine, d'abord à Olimpo de Bahía Blanca puis à Rosario Central.
En 2009 il revient en Uruguay, à Peñarol. L'année suivante il rejoint au Bolívar de La Paz, club colombien avec lequel il dispute la Copa Libertadores. Le 12 janvier 2011 il signe au Club Guaraní au Paraguay, avec lequel il dispute la Copa Libertadores 2011. Le 30 juin 2011 il est prêté à Audax Italiano au Chili, où il dispute le tournoi de clôture 2011.
En 2012 il part cette fois en Colombie, au Millonarios Fútbol Club. Il brille particulièrement lors de la finale aller du tournoi de clôture, qu'il remporte finalement avec son club aux tirs au but.
En 2013 il signe au Club Atlético Rentistas de son pays d'origine, mais son contrat n'est pas prolongé. En janvier 2014, il signe donc au Club Blooming en Bolivie. Après un semestre, il revient à Rentistas. En 2015 il signe un nouveau contrat avec le Racing Club de Montevideo.

## Statistiques
| Club               | Pays      | Période     | Matchs | Buts |
| ------------------ | --------- | ----------- | ------ | ---- |
| Défenseur Sporting | Uruguay   | 2002 - 2007 | 83     | 7    |
| Monterrey          | Mexique   | 2007        | 8      | 0    |
| Olimpo             | Argentine | 2008        | 12     | 0    |
| Rosaire Central    | Argentine | 2008        | 4      | 0    |
| Peñarol            | Uruguay   | 2009        | 18     | 1    |
| Bolívar            | Bolivie   | 2010        | 31     | 1    |
| Guaraní            | Paraguay  | 2011        | 2      | 0    |
| Audax Italien      | Chili     | 2011        | 4      | 0    |
| Millionnaires      | Colombie  | 2012-2013   | 37     | 2    |
| Rentistas          | Uruguay   | 2013        | 14     | 0    |
| Blooming           | Bolivie   | 2014        | 14     | 0    |
| Rentistas          | Uruguay   | 2014-2015   | 23     | 2    |
| Racing             | Uruguay   | 2015        |        |      |
| Total              | Total     | Total       | 250    | 13   |

## Palmarès
| Titre                 | Club               | Pays     | Année |
| --------------------- | ------------------ | -------- | ----- |
| Championnat d'Uruguay | Défenseur Sporting | Uruguay  | 2007  |
| Championnat d'Uruguay | Peñarol            | Uruguay  | 2009  |
| Tournoi de clôture    | Millonarios        | Colombie | 2012  |

## Parcours d'entraîneur
- 2021-nov. 2022 :  CA Boston Rivers
- nov. 2022-avr. 2023 :  Montevideo City Torque
- août 2023-juin 2024 :  CA River Plate
- deouis avr. 2025 :  Defensor SC